# Gruppo Sportivo Asmara
El Gruppo Sportivo Asmara fou un club de futbol eritreu de la ciutat d'Asmara.
El club va ser creat a finals dels anys trenta per l'emprenedor italià Francesco Cicero, qui també construí l'Estadi Cicero a Asmara.
El club fou anomenat Gruppo Sportivo Cicero, més tard Asmara Calcio i Gruppo Sportivo Asmara. Fou el gran dominador del campionat nacional als anys 30 i 40.

## Palmarès
- Lliga eritrea de futbol: [4]
  - 1944-45, 1946-47, 1949

- Lliga etíop de futbol: [5]
  - 1972, 1973